# Petróczy György
Petróczy György (Budapest, 1933. június 25. –) magyar sportrepülő, vitorlázórepülő, oktató, edző, tájfutó, síelő.

## Pályafutása
Egyik legeredményesebb vitorlázórepülő. 1950-ben kezdett repülni. 1959-től versenyző.  1963-tól tagja a válogatott keretnek.  A géppár-repülés egyik hazai úttörője. Magasságíró-érzékelőt, számolólécet (Petróczy-léc) szerkesztett. Tájfutásban I. osztályú minősítést szerzett. Több hazai és nemzetközi síversenyen indult. 1977-től a válogatott keret szakmai vezetője volt.

### Sportegyesületei
- Magyar Honvédelmi Szövetség (MHSZ) Csepel Repülő és Ejtőernyős Klub
- Ganz-MÁVAG Repülő Klub

## Sikerei, díjai
40 nemzetközi versenyen indult, kétszer győzött, háromszor az első öt között végzett. Az 500 kilométeres távot 12-szer repülte meg.
- 1975-ben 6000 méteres magassággal a 10. gyémántkoszorús pilóta,
- Dunakeszin 4200 méterig emelkedtek hullámban Super Futár repülőgépével.

Világbajnokság
Öt világbajnokságon vett részt.
- 1965. május 29. - június 13. között Angliában rendezték a Vitorlázórepülő világbajnokságot, ahol Tury Kornél versenyzőtársán kívül, a csapatot segítők mellett Csépán János tartalék versenyző volt jelen.
- 1976-ban a standard osztályban 6. helyet ért el,

Európa-bajnokság
- 1979-ben 6. helyezést szerzett,

Magyar bajnokság
- 1977-ben a Vitorlázó Országos Bajnokságon egyéni bajnoki címet ért el,

## Külső hivatkozások
- Petróczy György. hotdog.hu. [2016. március 4-i dátummal az eredetiből archiválva]. (Hozzáférés: 2012. április 7.)